# Bill Ivy
William David (Bill) Ivy (Linton, 27 augustus 1942 - Lichtenstein, 12 juli 1969) was een Brits motor- en autocoureur.

## Carrière
Toen hij zestien jaar was werkte hij als motorfietsmonteur en begon Ivy met grasbaanracen. Met wegraces had hij niet veel op, maar hij schreef zich desalniettemin in voor een 50cc-race waarin hij met een Itom derde werd. In de eerste jaren reed hij de meeste regionale en nationale races op zijn thuiscircuit, Brands Hatch.

### 1962
In het WK-seizoen 1962 schreef hij zich in voor de 50 cc TT op het eiland Man, waarin hij met een "Chisholm Itom" 25e werd.

### 1963
In het seizoen 1963 werd hij al zevende in de 50 cc TT met een "Sheene Special", een machine met Ducson-motor die getuned was door Frank Sheene, de vader van Barry. In dat jaar viel Ivy in de Lightweight 125 cc TT uit met een Bultaco.

### 1964
| De stunts met deze BSA Lightning (met raketwerpers) werden uitgevoerd door Bill Ivy, voorzien van een blonde pruik |
| Yamaha RD 56 |

In 1964 reed hij nationale races, want hij won de 125cc-"ACU-Star". Mogelijk werkte hij in dit jaar ook al mee aan de James Bond-film Thunderball. In die film wordt Graaf Lippe in zijn auto beschoten door Fiona Volpe, die vanaf haar motorfiets raketten afvuurt. Fiona Volpe werd gespeeld door Luciana Paluzzi, maar de motorstunts met de 650cc-BSA A65L Lightning deed Bill Ivy.

### 1965
In het seizoen 1965 werd hij opgenomen in het team van Yamaha. Dat begon het seizoen pas tijdens de Isle of Man TT, toen er al vier Grands Prix verreden waren. Ivy startte in liefst vier klassen: van 125- tot 500cc. Hij had een grote voorkeur voor zwaardere machines, maar met zijn 1,57m en slechts 50 kg had hij grote moeite om ze onder controle te houden. Zijn filosofie was echter dat hij - als hij de zware machines onder de knie had - ook veel gemakkelijker met de lichtere zou kunnen rijden. Hij viel met zijn Matchless G50 uit in de 500cc-Senior TT en met een AJS "Boy Racer" in de Junior TT. Voor de Lightweight 250 TT kreeg hij de beschikking over een tweecilinder Yamaha RD 56, maar ook hier viel hij uit. In de Lightweight 125 TT werd hij met een tweecilinder Yamaha RA 97 zevende. In de TT van Assen viel hij met zijn Matchless uit, maar in de 125cc-race finishte hij als vierde. Het Yamaha-team liet daarna een aantal 125cc-races verstek gaan, waarschijnlijk om haar machines beter te kunnen testen, eerst in Snetterton en later in Japan. Lang leek het seizoen voor Bill Ivy voorbij. In de 250cc-klasse maakten de Yamaha-fabrieksrijders Phil Read en Mike Duff de dienst uit en in de 125cc-klasse was het team kansloos tegen de Suzuki RT 65's van Hugh Anderson en Frank Perris. Maar toen Mike Duff tijdens de trainingen voor de Japanse Grand Prix een been brak moest Ivy in allerijl gevaccineerd worden en een vlucht boeken. Ivy kreeg voor de 250cc-race de nieuwe watergekoelde 250cc-viercilinder Yamaha RD 05. Hij werd derde achter de zescilinder Honda RC 165's van Mike Hailwood en Isamu Kasuya. In de 125cc-race werd hij vierde. Hij sloot het seizoen af als zestiende in de 250cc-klasse en als dertiende in de 125cc-klasse. 

### 1966
In het seizoen 1966 werd hij volwaardig fabriekscoureur voor het Yamaha-team, met als "hoofdtaak" de 125cc klasse. Phil Read concentreerde zich op de 250cc-titel. In de 125cc-GP van Spanje won Ivy zijn eerste WK-race. In de 250cc-race van de Grand Prix van Duitsland eindigde hij als derde. In de 350cc-trainingen van de TT van Assen verschenen Phil Read en Bill Ivy met tot 254cc-opgeboorde Yamaha RD 05's. Dat was geen slecht idee; de machines voldeden daardoor aan de eisen voor de 350cc-klasse en met hun 65 pk waren ze sterker dan de 350cc-Honda RC 173 en de MV Agusta 350 3C-fabrieksracers. De RD 05's kwamen echter niet aan de start. In de 250cc-race viel Ivy uit, maar hij won de 125cc-race voor Luigi Taveri (Honda RC 149) en teamgenoot Read. In de 250cc-race van de Belgische Grand Prix werd Ivy slechts zesde. De 125cc-klasse reed hier niet. In de GP van de DDR reed Ivy niet in de 250cc-race. In de 125cc-race eindigde hij als derde achter Taveri en Yoshimi Katayama (Suzuki RT 66). In de 125cc-race van de GP van Tsjecho-Slowakije werd Ivy ook derde, dit keer achter Taveri en diens teamgenoot Ralph Bryans. 
Nu het 125cc-seizoen halverwege was, leidde Taveri het WK met 36 punten. Ivy stond tweede met 24 punten. Ivy kon niet starten in de Finse Grand Prix en de Ulster Grand Prix door een blessure die hij had opgelopen tijdens de Hutchinson 100 op Brands Hatch. Na Ulster was Taveri al zeker van de wereldtitel. In de Lightweight 125 cc TT bleek de nieuwe Yamaha RA 31 een groot succes. Ivy won voor teamgenoot Read. Ook Mike Duff was sneller dan de Honda's van Hailwood, Bryans en Taveri. Tijdens de GP des Nations had Yamaha de 250cc-RD 05-viercilinders teruggetrokken vanwege hun matige betrouwbaarheid. In de 125cc-race werd Ivy derde achter Taveri en Bryans, maar voor Read. Daardoor verstevigde hij zijn tweede plaats in het kampioenschap. In de GP van Japan had Yamaha eigenlijk vrij spel. De teams uit het Oostblok (MZ en Jawa-CZ) verschenen daar niet, maar ook Honda bleef weg. Aangenomen werd dat Honda boos was omdat de Grand Prix verplaatst was van Suzuka (eigendom van Honda) naar de Fuji Speedway. Hans Hugenholtz, ontwerper van Suzuka maar nu directeur van het Honda Racing Circuit Advisery Office, verklaarde dat men het circuit niet veilig vond. Dat was niet erg geloofwaardig. Honda startte wel op de Snaefell Mountain Course, waar in dit jaar nog twee doden waren gevallen; de Japanner Toshio Fujii en de Engelsman Brian Duffy. 

### 1967, wereldtitel
| Ivy voor Yoshimi Katayama (Suzuki RT 67), Assen 1967 |

In het seizoen 1967 domineerde Ivy het 125cc-kampioenschap. In de 250cc-race van de Spaanse Grand Prix viel hij met motorpech uit, maar hij won de 125cc-race voor teamgenoot Phil Read en de Suzuki-rijders Yoshimi Katayama en Stuart Graham. In de Grand Prix van Duitsland reed Ivy zowel in de 125- als de 250cc-klasse de snelste ronde, maar in beide races viel hij uit. In de Grand Prix van Frankrijk won Ivy beide klassen. In de 125cc-klasse leidde hij nu samen met Yoshimi Katayama (Suzuki RT 66). In de Lightweight 250 TT viel Ivy uit met motorpech en hij leidde de Lightweight 125 TT tot zijn machine ook hier stilviel. In de 250cc-race van de TT van Assen werd Ivy tweede achter de zescilinder-Honda RC 166 van Mike Hailwood, maar voor die van Ralph Bryans. Dat was belangrijk, want die bedreigde Phil Read in het WK. Read zelf viel in de achtste ronde uit. In de 125cc-race sloegen de Yamaha's van Ivy en Read pas aan toen het veld al was vertrokken. Na een ronde was Read echter al vierde en Ivy zesde. Read won de race zelfs. Ivy kwam enkele ronden tekort om hem in te halen en werd tweede. Ook in de 250cc-GP van België had de opnieuw uitgevallen Read de hulp van Ivy nodig. Die won de race voor Hailwood en Bryans, maar kon niet voorkomen dat Bryans nu de leiding in het WK overnam van Read. De GP van de DDR verliep precies zoals Yamaha wilde. De 250cc-race werd gewonnen door Read voor Ivy en Bryans.
Halverwege het seizoen leidde Read het WK voor Bryans en Ivy. De 125cc-race werd gewonnen door Ivy voor Read en Stuart Graham (Suzuki RT 66), terwijl Suzuki-rijder Yoshimi Katayama door een vastloper uitviel. Daardoor leidde Read ook dit WK voor Ivy, Graham en Katayama. Read won de 250cc-Grand Prix van Tsjecho-Slowakije voor Ivy, Hailwood en Bryans. Ivy won opnieuw de 125cc-race waarin Read en Katayama uitvielen. Daardoor nam hij de leiding in het 125cc-WK over. Ivy leidde met 38 punten voor Read (34), Graham (26) en Katayama (19). In de 250cc-race van de Finse Grand Prix viel Read opnieuw uit, dit keer met schakelproblemen. Hailwood had bij de start een flinke voorsprong genomen en was niet meer te achterhalen, maar Ivy werd wel tweede. Daardoor deelde hij de tweede plaats in het WK met Hailwood, slechts vier punten achter Read. Ivy kon nu serieus aan twee wereldtitels gaan denken. De 125cc-race verliep echter moeizaam. Ivy moest twee keer in de pit bougies laten vervangen en had bijna een ronde achterstand, maar hij reed de snelste ronde (zelfs de snelste ronde van de dag, omdat de andere klassen op een natte baan hadden gereden). Hij finishte als tweede achter Graham. Read viel weer uit (vastloper). Ivy leidde het 125cc-WK met 44 punten voor Read en Graham (beiden 34 punten). In de 250cc-race van de Ulster Grand Prix viel Phil Read toen hij probeerde Mike Hailwood uit te remmen. Ivy lag lang tweede achter Hailwood, tot zijn machine begon over te slaan en Bryans hem passeerde. Ivy werd dus derde, maar Hailwood nam de leiding in het WK. In de 125cc-race scheurde een van de cilinderkoppen van Ivy's Yamaha. Koelwater stroomde weg en de motor liep warm, maar hij werd geholpen door Phil Read, die door stalorders op afstand gehouden werd. Concurrentie was er niet echt: Stuart Graham had tijdens de natte trainingen zijn gearing te kort gekozen en Katayama was in Japan om de experimentele Suzuki RS 67U-V4 te testen. Ivy won voor Read en Graham. De 250cc-Grote Prijs der Naties werd gewonnen door Read met slechts 0,6 seconde voorsprong op Ivy, die waarschijnlijk achter hem bleef om hem de overwinning te gunnen. Toch was het nog krap, want Bryans finishte slechts 0,2 seconde achter Ivy. Omdat Hailwood door een olielekkage uit was gevallen nam Read de leiding in het WK over. In de uitslagen van de 125cc-race komen Read en Graham niet voor. Desondanks kreeg Ivy zijn overwinning niet cadeau. Tot drie keer toe ging hij de pit in om water voor zijn lege koelsysteem te krijgen, maar pas bij de derde keer lukte dat. Toen had Suzuki-rijder Hans Georg Anscheidt de leiding in de race overgenomen, maar vlak voor de finish kreeg Ivy hem toch te pakken. Bill Ivy was nu wereldkampioen 125 cc. In de Canadese Grand Prix keek iedereen naar Mike Hailwood, die al 350cc-wereldkampioen was, maar die ook slechts 2 punten achter Giacomo Agostini in de 500cc-klasse stond en vier punten achter Phil Read in de 250cc-klasse. Hailwood won zowel de 500cc-race als de 250cc-race, waarin Read tweede werd en Ivy weliswaar de snelste ronde reed, maar uitviel. Hailwood stond in de 500cc-klasse nu in punten gelijk aan Giacomo Agostini en in de 250cc-klasse gelijk met Phil Read. Ivy was waarschijnlijk alleen naar Canada gestuurd om Read in de 250cc-race te helpen, want in de 125cc-race kreeg hij alleen te maken met Canadese privérijders. Hij reed iedereen op minstens twee ronden. In de 250cc-race van de Japanse Grand Prix vielen zowel Read als Hailwood uit, Ivy had duidelijk problemen, want hij werd met vier ronden achterstand als zesde geklasseerd. Hailwood was nu wereldkampioen dankzij het feit dat hij mee races gewonnen had dan Phil Read. In de 125cc-race debuteerde de Suzuki RS 67U-V4 die Katayama zo lang getest had. De machine bleek geen grote concurrent; Ivy won met bijna 50 seconden voorsprong op Stuart Graham. Hij sloot het 250cc-kampioenschap af als derde, het 125cc-kampioenschap als wereldkampioen. 

### 1968
Aan het begin van het seizoen 1968 maakten zowel Honda als Suzuki bekend te zullen stoppen met racen. Daardoor was Yamaha verlost van alle concurrentie in de 125- en de 250cc-klasse. Bovendien verdwenen ook Mike Hailwood en Ralph Bryans van het toneel. Zij hadden al een Honda-contract en mochten niet aan het WK deelnemen. Yamaha had dan ook geen verder belang bij de dure fabrieksracers en gaf aan dat Phil Read en Bill Ivy na de TT van Man zelf voor het onderhoud van hun machines moesten zorgen. Yamaha wilde echter wel twee wereldkampioenen en daarom vaardigde het - tegen de regels in - teamorders uit: Read zou met steun van Ivy wereldkampioen 125 cc worden, andersom zou Ivy de 250cc-titel grijpen. In de 250cc-GP van Duitsland viel Read al snel uit, waardoor Ivy het rijk alleen had en won met drie minuten voorsprong op Ginger Molloy (Bultaco) en Kent Andersson, die met een Yamaha TD 1 C-productieracer reed. In de training van de 125cc-klasse was Ivy 6½ seconde sneller dan Read, maar hij viel uit door een defecte versnellingsbak. In de 250cc-Spaanse GP viel Ivy uit, terwijl Read won. In de 125cc-race vielen beiden uit met een gebroken krukas. Ivy won de Lightweight 250 TT nadat Read door een lekke band was uitgevallen. In de Lightweight 125 TT hield Ivy zich duidelijk aan de stalorders van Yamaha. Hij was veruit de snelste, maar nam in de laatste ronde gas terug zodat Read hem kon passeren. Het was nu ook voor iedereen zichtbaar dat Yamaha teamorders had uitgevaardigd. Ook tijdens de TT van Assen werkten Ivy en Read samen toen Read 0,1 seconde achter Ivy in de 250cc-race finishte. In de 125cc-race kwam het zover niet: Ivy moest al snel stoppen nadat hij bij de duwstart zijn enkel geblesseerd had. Read won de race. In de 250cc-GP van België won Read ook nadat Ivy met motorproblemen was uitgevallen. De 125cc-klasse reed hier niet. 
Halverwege het seizoen klopte het plan van Yamaha nog steeds: Ivy had in de 250cc-klasse twee punten voorsprong op Read, die de 125cc-klasse leidde terwijl Ivy daar slechts vierde stond omdat hij slechts één keer gefinished was. Ook in de GP van de DDR hielden de coureurs zich aan de orders: Read finishte weer 0,1 seconde achter Ivy in de 250cc-race en Ivy finishte achter Read in de 125cc-race. Tijdens de Grand Prix van Tsjecho-Slowakije ging het echter fout tussen de beide teamgenoten. Door een knieblessure kon Ivy Read tijdens de 250cc-race niet bijhouden, maar omdat derde man Heinz Rosner (MZ RE 250) een grote achterstand had, zou Read op Ivy kunnen wachten. Dat deed hij niet, hij won de race voor Ivy en Rosner waardoor het puntenverschil weer op twee kwam. Het leidde tot een ruzie tussen Ivy en Read. Read won vervolgens de 125cc-race waarin Ivy ten val kwam. Read was nu vrijwel zeker van de 125cc-titel, want het was al bekend dat de Japanse Grand Prix waarschijnlijk niet zou doorgaan. De ruzie leidde in elk geval tot een "vriendelijk gesprek" tussen sportcommissaris Henk Burik en Phil Read voor aanvang van de Grand Prix van Finland. Er was echter geen kans meer op het opvolgen van teamorders, want de ruzie tussen Ivy en Read was nog niet over en ze zouden elkaar zeker niet meer steunen. Ivy leidde de 250cc-race acht ronden lang, maar werd gepasseerd door Read en kwam later ten val. Toen Read de 125cc-race voor Ivy won was hij definitief zeker van de wereldtitel. Maar Read leidde nu ook de 250cc-klasse met zes punten voorsprong op Ivy. Intussen was Yamaha kwaad op Read wegens het negeren van stalorders. Daarom werden er voor Ivy's machine speciale expansiekamers naar de Ulster Grand Prix gestuurd. Ivy won de race, waarbij Read door een vastloper uitviel. Daardoor had Ivy weer twee punten voorsprong op Read. Nadat Read in de 125cc-race een remfout maakte won Ivy ook deze race. Voor de GP des Nations was definitief duidelijk dat de Japanse Grand Prix niet zou doorgaan. Het 250cc-wereldkampioenschap zou hier dus beslist worden. Phil Read won de 250cc-race in Monza en Bill Ivy werd tweede. Daardoor stonden ze in punten gelijk op de eerste plaats van het kampioenschap. Ze hadden allebei ook vijf overwinningen en de stand moest worden bepaald door de racetijden van de wedstrijden waarin ze allebei gefinisht waren bij elkaar op te tellen. Dat waren de wedstrijden in Assen, de Sachsenring, Brno, en Monza. Ivy had die gereden in een totaaltijd van 3 uur, 17 minuten en 29,2 seconden, Read in 3 uur, 15 minuten en 22,9 seconden. Ivy kwam 2 minuten en 5,3 seconden te kort voor de wereldtitel. Net als Giacomo Agostini was Phil Read nu ook tweevoudig wereldkampioen in 1968. Yamaha was daar echter niet van gediend: Read had teamorders aan zijn laars gelapt door de titel van Ivy af te snoepen. Hij zou nooit meer steun krijgen van Yamaha.
| Pos. |           | Punten  | 1e | 2e | Totale tijd                      |
| ---- | --------- | ------- | -- | -- | -------------------------------- |
| 1    | Phil Read | 46 (52) | 5  | 2  | 3 uur, 15 minuten, 22,9 seconden |
| 2    | Bill Ivy  | 46 (52) | 5  | 2  | 3 uur, 17 minuten, 29,2 seconden |
|      | Verschil: | 0       | 0  | 0  | 2 minuten, 5,3 seconden          |

De 125cc-race in Monza deed niet veel meer ter zake. Ivy won die met gemak omdat Read's viercilinder soms op één, soms op beide cilinders liep. De laatste 200 meter moest hij zelfs duwen, maar hij werd toch nog tweede omdat Hans Georg Anscheidt (Suzuki) een ronde achterstand had. Ivy eindigde het seizoen in beide klassen als tweede.

### 1969
Begin januari 1969 maakte Yamaha bekend te zullen stoppen met wegraces. Phil Read en Bill Ivy kregen de nieuwe 250- en 350cc productieracers aangeboden. De tweecilinder Yamaha-productieracers konden in de 250- en zelfs de 350cc klasse uitstekend meedoen. Toen Yamaha besloot te stoppen wilde Bill Ivy dat aanvankelijk ook doen. Hij wilde beat-artikelen gaan verkopen (hij werd door zijn kapsel al jarenlang "Beatle" genoemd), maar kocht toen een Brabham Formule 2 auto. Ondanks zijn indrukwekkend debuut in de autosport kon hij het aanbod van Jawa om hun snelle motoren te racen in het wereldkampioenschap 350cc niet weerstaan. Tevens betaalden de Tsjechische bazen goed, geld dat Ivy goed kon gebruiken om zijn Formule 2-campagne mee te financieren. In mei 1969 had hij al twee auto's total loss gereden.
Jawa had al in het seizoen 1967 haar nieuwe 350 V4 ingezet tijdens de TT van Assen met Bohumil Staša, František Šťastný en Gustav Havel als rijders. De machines bleken erg onbetrouwbaar en pas tijdens de Tsjecho-Slowaakse Grand Prix van 1968 verscheen Šťastný er weer mee aan de start. Hij finishte als derde. 
In het seizoen 1969 vormde Ivy het Jawa-team met František Šťastný. In de GP van Spanje viel Ivy uit door een warmgelopen motor. In de Duitse Grand Prix finishte Ivy op 20 seconden achter Giacomo Agostini (MV Agusta 350 3C), terwijl teamgenoot Šťastný een ronde achterstand had. Ivy ging niet naar de TT van Man, maar in de TT van Assen werd hij weer tweede achter Agostini. In de 350cc-WK-stand stond hij nu op de derde plaats achter Agostini en Jack Findlay (Aermacchi Ala d'Oro 350).

## Overlijden
Tijdens de vijfde race, de Grand Prix van de DDR op de razendsnelle Sachsenring reed Ivy tijdens een vrije training terug naar de pits. Bij het ingaan van de laatste snelle bocht kreeg zijn viercilinder tweetakt een vastloper. Onderzoek wees uit dat de krukas van de onderste linker cilinder was vastgelopen. Bill Ivy en zijn motorfiets schoven een heel eind door en Bill raakte daarbij een tuinmuurtje (de Sachsenring was een stratencircuit) dat niet door strobalen was afgeschermd. Mogelijk was zijn helm al bij de val afgerukt (volgens sommige bronnen had hij deze al afgenomen om naar de pit terug te rijden). Hij liep ernstig hoofdletsel op en overleed in het ziekenhuis.
Zijn lichaam werd overgebracht naar Ditton, bij Maidstone, waar een dienst plaatsvond in St Peters Church. Daarna volgde nog een besloten dienst en de crematie in het Medway Crematorium in Blue Bell Hill, (Kent).

## Wereldkampioenschap wegrace resultaten
Races in cursief geven een snelste ronde tijdens de race aan.
| Jaar | Klasse                      | Team                        | Motorfiets                  | 1                           | 2                           | 3                           | 4                           | 5                           | 6                           | 7                           | 8                           | 9                           | 10                          | 11                          | 12                          | 13                          | Punten                      | Plaats                      | Wereldkampioen                     |
| ---- | --------------------------- | --------------------------- | --------------------------- | --------------------------- | --------------------------- | --------------------------- | --------------------------- | --------------------------- | --------------------------- | --------------------------- | --------------------------- | --------------------------- | --------------------------- | --------------------------- | --------------------------- | --------------------------- | --------------------------- | --------------------------- | ---------------------------------- |
| 1962 | 50 cc                       | Privé                       | Chisholm Itom               | SPA -                       | FRA -                       | IOM 25e                     | NED -                       | BEL -                       | DUI -                       | ULS -                       | DDR -                       | NAT -                       | FIN -                       | ARG -                       |                             |                             | 0                           | -                           | Ernst Degner, Suzuki RM 62         |
| 1963 | 50 cc                       | Privé                       | Sheene Special-Ducson       | SPA -                       | DUI -                       | FRA -                       | IOM 7e                      | NED -                       | BEL -                       |                             |                             | FIN -                       |                             | ARG -                       | JPN -                       |                             | 0                           | -                           | Hugh Anderson, Suzuki RM 63        |
| 1963 | 125 cc                      | Privé                       | Bultaco TSS 125             | SPA -                       | DUI -                       | FRA -                       | IOM DNF                     | NED -                       | BEL -                       | ULS -                       | DDR -                       | FIN -                       | NAT -                       | ARG -                       | JPN -                       |                             | 0                           | -                           | Hugh Anderson, Suzuki RT 63/RT 64  |
| 1964 | Niet deelgenomen aan het WK | Niet deelgenomen aan het WK | Niet deelgenomen aan het WK | Niet deelgenomen aan het WK | Niet deelgenomen aan het WK | Niet deelgenomen aan het WK | Niet deelgenomen aan het WK | Niet deelgenomen aan het WK | Niet deelgenomen aan het WK | Niet deelgenomen aan het WK | Niet deelgenomen aan het WK | Niet deelgenomen aan het WK | Niet deelgenomen aan het WK | Niet deelgenomen aan het WK | Niet deelgenomen aan het WK | Niet deelgenomen aan het WK | Niet deelgenomen aan het WK | Niet deelgenomen aan het WK | Niet deelgenomen aan het WK        |
| 1965 | 125 cc                      | Yamaha                      | RA 97                       | USA -                       | DUI -                       | SPA -                       | FRA -                       | IOM 7e                      | NED 4e                      |                             | DDR -                       | TSJ -                       | ULS -                       | FIN -                       | NAT -                       | JPN 4e                      | 6                           | 13e                         | Hugh Anderson, Suzuki RT 65        |
| 1965 | 250 cc                      | Yamaha                      | RD 56                       | USA -                       | DUI -                       | SPA -                       | FRA -                       | IOM DNF                     | NED -                       | BEL -                       | DDR -                       | TSJ -                       | ULS -                       | FIN -                       | NAT -                       |                             | 4                           | 16e                         | Phil Read, Yamaha RD 56            |
| 1965 | 250 cc                      | Yamaha                      | RD 05                       |                             |                             |                             |                             |                             |                             |                             |                             |                             |                             |                             |                             | JPN 3e                      | 4                           | 16e                         | Phil Read, Yamaha RD 56            |
| 1965 | 350 cc                      | Privé                       | AJS 7R                      |                             | DUI -                       |                             |                             | IOM DNF                     | NED -                       |                             | DDR -                       | TSJ -                       | ULS -                       | FIN -                       | NAT -                       | JPN -                       | 0                           | -                           | Jim Redman, Honda 2RC 172          |
| 1965 | 500 cc                      | Privé                       | Matchless G50               |                             | DUI -                       |                             |                             | IOM DNF                     | NED DNF                     | BEL -                       | DDR -                       | TSJ -                       | ULS -                       | FIN -                       | NAT -                       | JPN -                       | 0                           | -                           | Mike Hailwood, MV Agusta 500 4C    |
| 1966 | 125 cc                      | Yamaha                      | RA 97                       | SPA 1e                      | DUI -                       |                             | NED 1e                      |                             | DDR 3e                      | TSJ 3e                      | FIN DNS                     |                             |                             |                             |                             |                             | 40                          | 2e                          | Luigi Taveri, Honda RC 149         |
| 1966 | 125 cc                      | Yamaha                      | RA 31                       |                             |                             |                             |                             |                             |                             |                             |                             | ULS DNS                     | IOM 1e                      | NAT 3e                      | JPN 1e                      |                             | 40                          | 2e                          | Luigi Taveri, Honda RC 149         |
| 1966 | 250 cc                      | Yamaha                      | RD 05                       | SPA DNF                     | DUI 3e                      | FRA -                       | NED DNF                     | BEL 6e                      | DDR -                       | TSJ -                       | FIN -                       | ULS -                       | IOM DNF                     | NAT -                       | JPN -                       |                             | 5                           | 12e                         | Mike Hailwood, Honda RC 166        |
| 1966 | 350 cc                      | Yamaha                      | RD 05 (opgeboord)           |                             | DUI -                       | FRA -                       | NED DNS                     |                             | DDR -                       | TSJ -                       | FIN -                       | ULS -                       | IOM -                       | NAT -                       | JPN 2e                      |                             | 6                           | 11e                         | Mike Hailwood, Honda RC 173        |
| 1967 | 125 cc                      | Yamaha                      | RA 31                       | SPA 1e                      | DUI DNF                     | FRA 1e                      | IOM DNF                     | NED 2e                      | BEL -                       | DDR 1e                      | TSJ 1e                      | FIN 2e                      | ULS 1e                      | NAT 1e                      | CAN 1e                      | JPN 1e                      | 56                          | 1e                          | Bill Ivy, Yamaha RA 31             |
| 1967 | 250 cc                      | Yamaha                      | RD 05 A                     | SPA DNF                     | DUI DNF                     | FRA 1e                      | IOM DNF                     | NED 2e                      | BEL 1e                      | DDR 2e                      | TSJ 2e                      | FIN 2e                      | ULS 3e                      | NAT 2e                      | CAN -                       | JPN 6e                      | 46                          | 3e                          | Mike Hailwood, Honda RC 166        |
| 1968 | 125 cc                      | Yamaha                      | RA 31 A                     | DUI DNF                     | SPA DNF                     | IOM 2e                      | NED DNF                     |                             | DDR 2e                      | TSJ DNF                     | FIN 2e                      | ULS 1e                      | NAT 1e                      |                             |                             |                             | 34                          | 2e                          | Phil Read, Yamaha RA 31 A          |
| 1968 | 250 cc                      | Yamaha                      | RD 05 A                     | DUI 1e                      | SPA DNF                     | IOM 1e                      | NED 1e                      | BEL DNF                     | DDR 1e                      | TSJ 2e                      | FIN DNF                     | ULS 1e                      | NAT 2e                      |                             |                             |                             | 46                          | 2e                          | Phil Read, Yamaha RD 05 A          |
| 1969 | 350 cc                      | Jawa                        | 350 V4                      | SPA DNF                     | DUI 2e                      | IOM -                       | NED 2e                      | DDR -                       | TSJ -                       | FIN -                       | ULS -                       | NAT -                       | JOE -                       |                             |                             |                             | 24                          | 10e                         | Giacomo Agostini, MV Agusta 350 3C |